# Fort Vaxholm

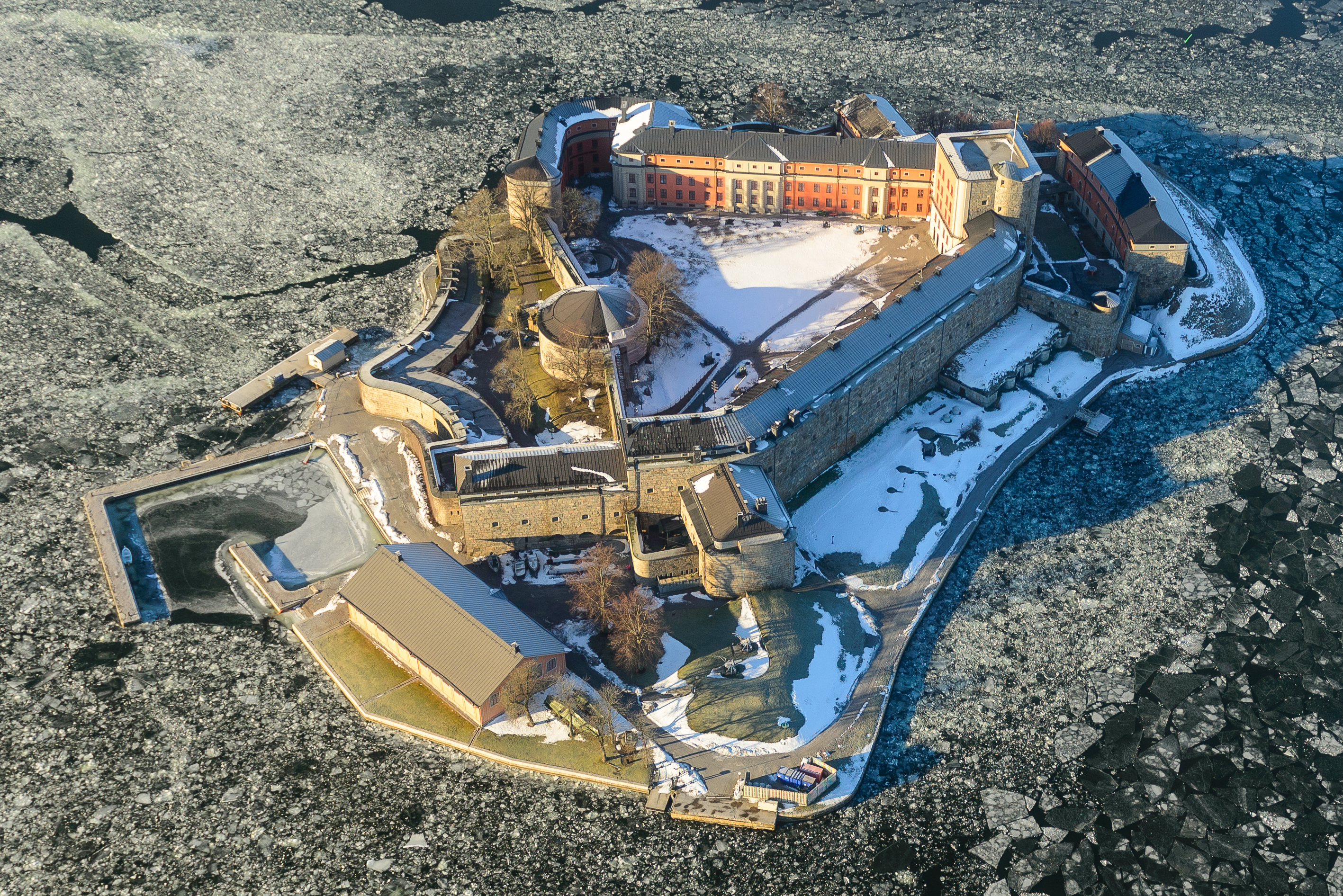
Fort Vaxholm in de winter (2013)

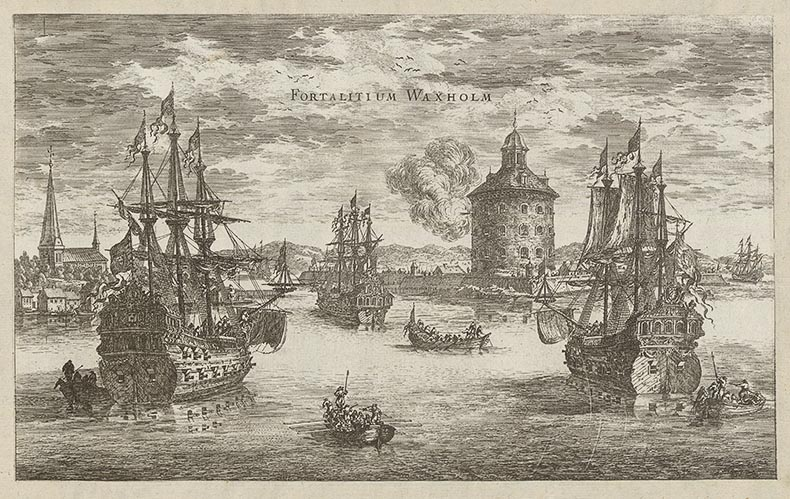
Gravure van Fort Vaxholm gemaakt tussen 1690-1710

Fort Vaxholm (Zweeds: Vaxholms fästning), ook wel Kasteel Vaxholm (Vaxholms kastell) genoemd, is een historische vesting op een eiland aan de scherenkust van Stockholm, ten oosten van de Zweedse plaats Vaxholm. Het doet dienst als museum.

## Geschiedenis
Het fort werd oorspronkelijk gebouwd door Gustaaf I van Zweden in 1544 om Stockholm te verdedigen tegen aanvallen vanaf zee. Het fort was strategisch gelegen om aanvallers de toegang langs de belangrijkste zeeroute tot de hoofdstad te ontzeggen. Het fort werd aangevallen door de Denen in 1612 en de Russische marine onder leiding van Fjodor Apraksin in 1719. Beide aanvallen werden afgeslagen.
Vanaf het midden van de 19e eeuw nam de strategische functie af. In 1833 werd het slot nog uitgebreid gerenoveerd. De oude schans met toren werd afgebroken en een nieuw fort gebouwd zoals het er nu nog ligt. De laatste bouwactiviteiten vonden plaats tussen 1833 en 1863. Door technologische vooruitgang in het geschut was het fort toen al niet meer bestand tegen de nieuwe projectielen. Het is nog gebruikt als gevangenis in de 18e en 19e eeuw.